# 昨日青空
《昨日青空》（英語：Crystal Sky Of Yesterday）是一部由奚超导演，口袋巧克力编剧的动画电影。电影改编自口袋巧克力的同名漫画。电影格调轻快，背景设定在1999年以浙江兰溪为原型的小城兰汐，讲述屠小意、姚哲恬、齐景轩、花生这几位高三应考生间发生的有关友情、亲情与爱情的青春故事。影片原定于2018年8月10日在中国上映，在提档至7月27日后，于7月21日、22日安排两日点映。7月23日宣布临时撤档，后定档于10月26日。

## 故事情节
故事发生在1999年的兰汐第三中学。高三开学第一天，班主任安排屠小意与姚哲恬一起出板报。因一场意外，齐景轩也加入了画板报的队伍中。屠小意觉得可以将大学相关信息出在板报上，拜托齐景轩搜罗相关杂志。第二天出板报时，姚哲恬将一本漫画杂志给了屠小意，这使得屠小意对姚哲恬产生了爱慕之情。
高考在即，齐景轩在屠小意的劝说下，报名参加飞行员并入选，第二天就要离开。于是当晚，齐、屠、姚三人一同去电玩厅打游戏，正巧遇上被混混缠上的花生。在一番激战后，齐景轩带着姚哲恬、屠小意拉着花生往不同方向逃跑。摆脱危机后，屠小意去找齐景轩，却意外撞见他们之间的亲密场景。
在这之后，屠小意想通了自己与姚哲恬的关系，选择放弃高考，下定了画漫画的决心。

## 人物介绍
屠小意
配音：苏尚卿
高三应考生，喜欢漫画，家境不好，与爷爷一起生活。喜欢姚哲恬，与齐景轩、花生是死党。在高三第二学期选择退学去深圳画漫画。
姚哲恬
配音：段艺璇
高三应考生，学习成绩优异，但是对自己的将来却十分迷茫。喜欢齐景轩，与屠小意、花生是好朋友。
齐景轩
配音：王一博
高三应考生，教育局局长的儿子。学习不好，俨然不良少年。但是心细且善良，间接使屠小意走上漫画家之路。在高三第二学期被飞行学校录取。与屠小意、花生是好朋友。
花生
配音：马斑马
高三应考生，说话比较直且头脑有些简单，为人重义气。是屠小意的死党，与齐景轩、姚哲恬是好朋友。

## 制作

### 动画短片
2014年由七灵石动画（上海）有限公司改编，制作了4分10秒的动画测试样片，发起制作计划以吸引投资，反响巨大。

### 撤档延期
原定于2018年7月27日上映，又改档于8月10日，最终定档于2018年10月26日。

## 电影原声带
| 曲序 | 曲目       |                | 作曲 | 编曲 | 演唱     |
| ---- | ---------- | -------------- | ---- | ---- | -------- |
| 1.   | 昨日青空   | 唐恬           | 钱雷 | 钱雷 | 尤长靖   |
| 2.   | 来不及勇敢 | 樊帆/金灿灿    | 钱雷 | 钱雷 | 周深     |
| 3.   | 再见，昨天 | 富妍/王竞      | 格非 |      | 牛奶咖啡 |
| 4.   | 年少心事   | 唐映枫、彩条屋 | 伏仪 |      | 王一博   |